# Commelina bambusifolia
Commelina bambusifolia är en himmelsblomsväxtart som beskrevs av Eizi Matuda. Commelina bambusifolia ingår i släktet himmelsblommor, och familjen himmelsblomsväxter. Inga underarter finns listade.